# Anita W. Addison
Pour les articles homonymes, voir Addison.
Anita W. Addison (1952 à Greensboro, Caroline du Nord - 24 janvier 2004 à Manhattan, New York) était une réalisatrice américaine.
Le film Collision, réalisé par son ami Paul Haggis, lui est dédié.

## Filmographie sélective
- 1976 : Eva's Man
- 1989 : Code Quantum (Quantum Leap) (série TV)
- 1991 : Freddy, le cauchemar de vos nuits (Freddy's Nightmare) (série TV) (1 épisode)
- 1991 : Côte Ouest (Knots Landing) (feuilleton TV) (1 épisode)
- 1993 : There Are No Children Here (TV)
- 1995 : Urgences (ER) (série TV) (1 épisode)
- 1999 : La Douleur du passé (Deep In My Heart) (TV)
- 2004 : Copshop (TV)